# Piazza Borghese (Roma)
Piazza Borghese è una delle piazze del centro storico di Roma, nel rione Campo Marzio.

## La piazza

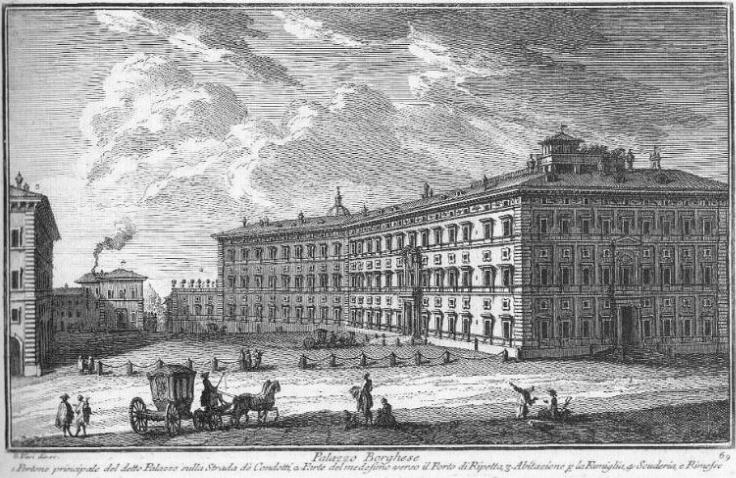
La piazza in una stampa del Settecento.

Situata tra via di Ripetta e via Fontanella Borghese, su un'area appartenuta per secoli alla famiglia Borghese, la piazza è delimitata a nord est dal palazzo Borghese, a nord ovest dal palazzo della Facoltà di Architettura e a sud ovest dal palazzo detto "della Famiglia".
L'insediamento dei Borghese nella zona risale al XVI secolo. A Paolo V (1605-1621) e al cardinale Scipione Borghese si deve l'espansione nell'area tra via di Ripetta e la chiesa di San Girolamo degli Schiavoni. Fino al XIX secolo la piazza è stata di fatto uno spazio privato di pertinenza del palazzo della famiglia Borghese.
Originariamente si affacciava direttamente su via di Ripetta, ma tra il 1923 e il 1928 venne chiusa su quel lato con la realizzazione di quella che attualmente è una delle sedi della facoltà di Architettura della Sapienza.

## Monumenti e luoghi d'interesse
- Palazzo Borghese
- Museo dell'Ara Pacis
- Chiesa di San Girolamo degli Schiavoni
- Sede della Facoltà di Architettura della Sapienza

Vie principali della zona:
- Via Condotti
- Via di Ripetta
- Via del Corso

## Collegamenti
È raggiungibile dalla stazione Spagna.

## Altre immagini

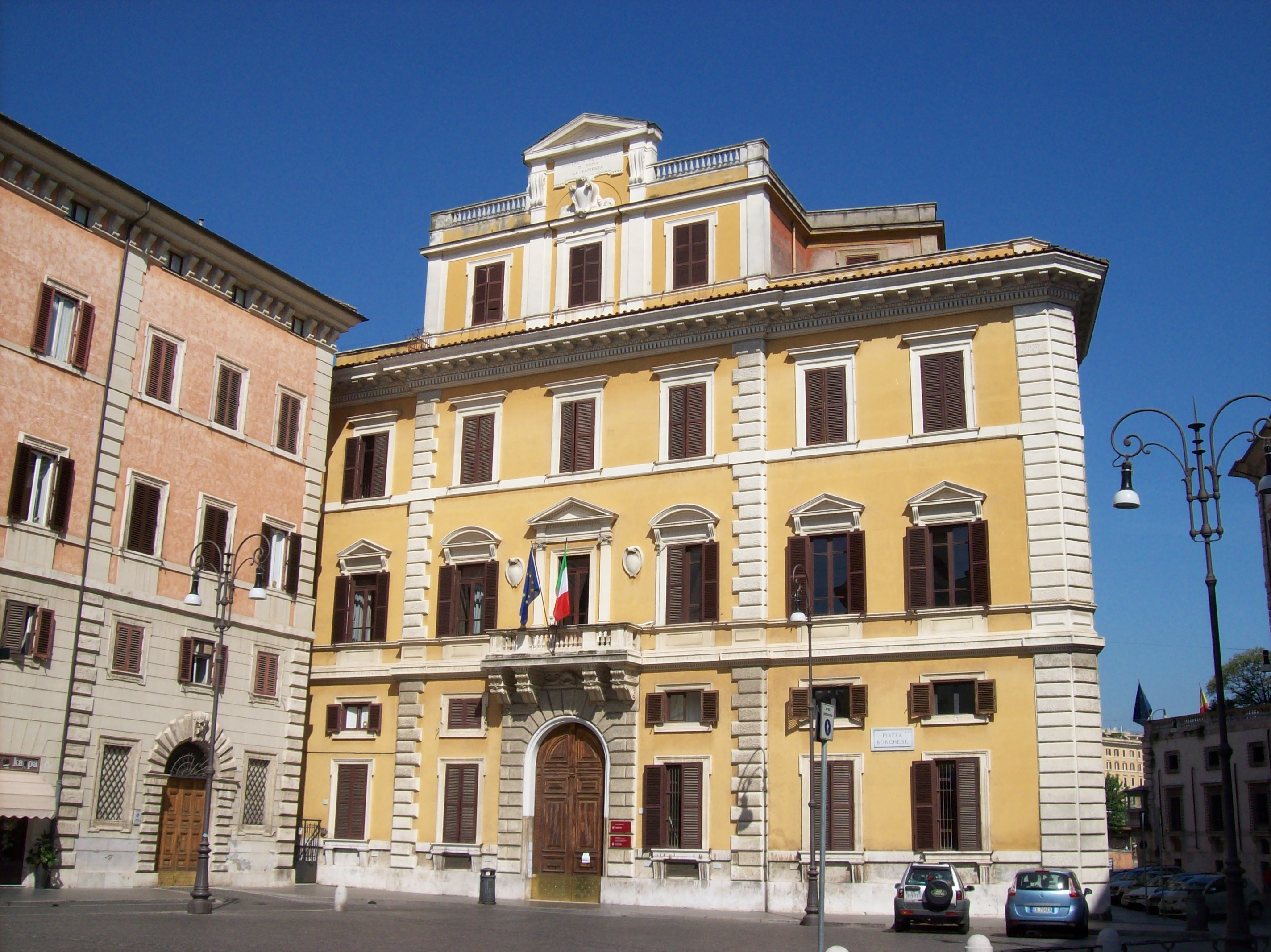
La sede della Facoltà di Architettura.
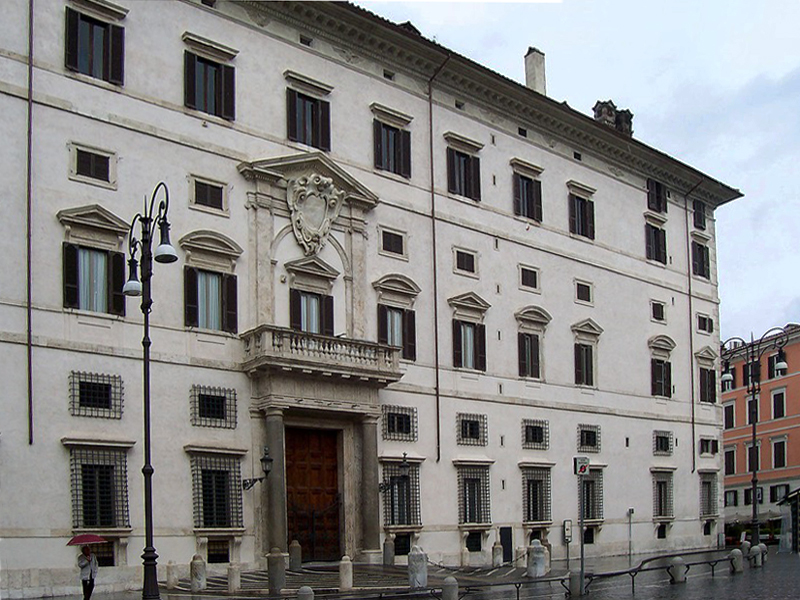
La facciata di Palazzo Borghese sulla piazza.